# Курганово
Курга́ново (рос. Курганово) — село у складі Полевського міського округу Свердловської області.
Населення — 748 осіб (2010, 726 у 2002).
Національний склад станом на 2002 рік: росіяни — 78 %.